# Saimiri boliviensis
Saimiri boliviensis là một loài động vật có vú trong họ Cebidae, bộ Linh trưởng. Loài này được I. Geoffroy & Blainville mô tả năm 1834.

## Hình ảnh

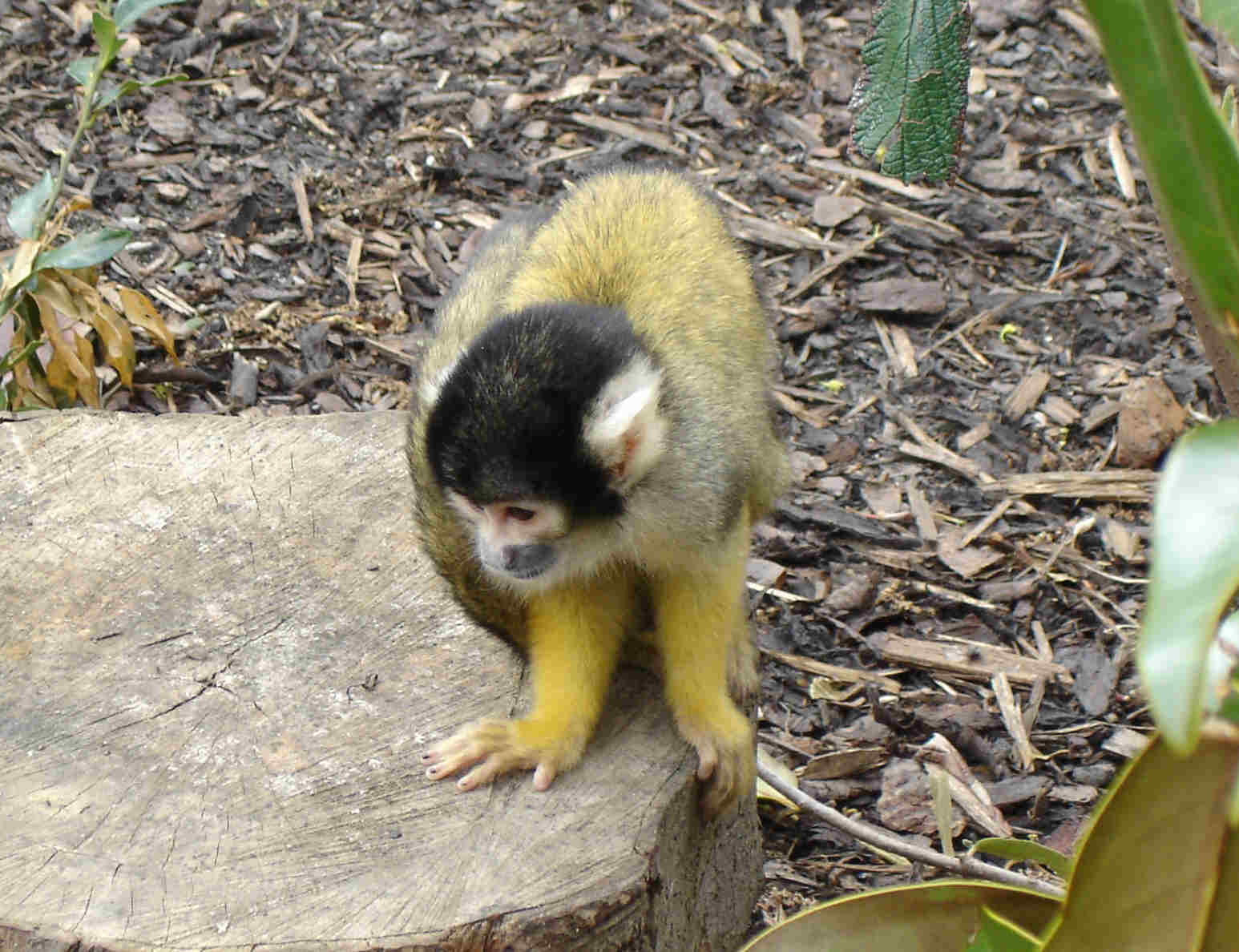
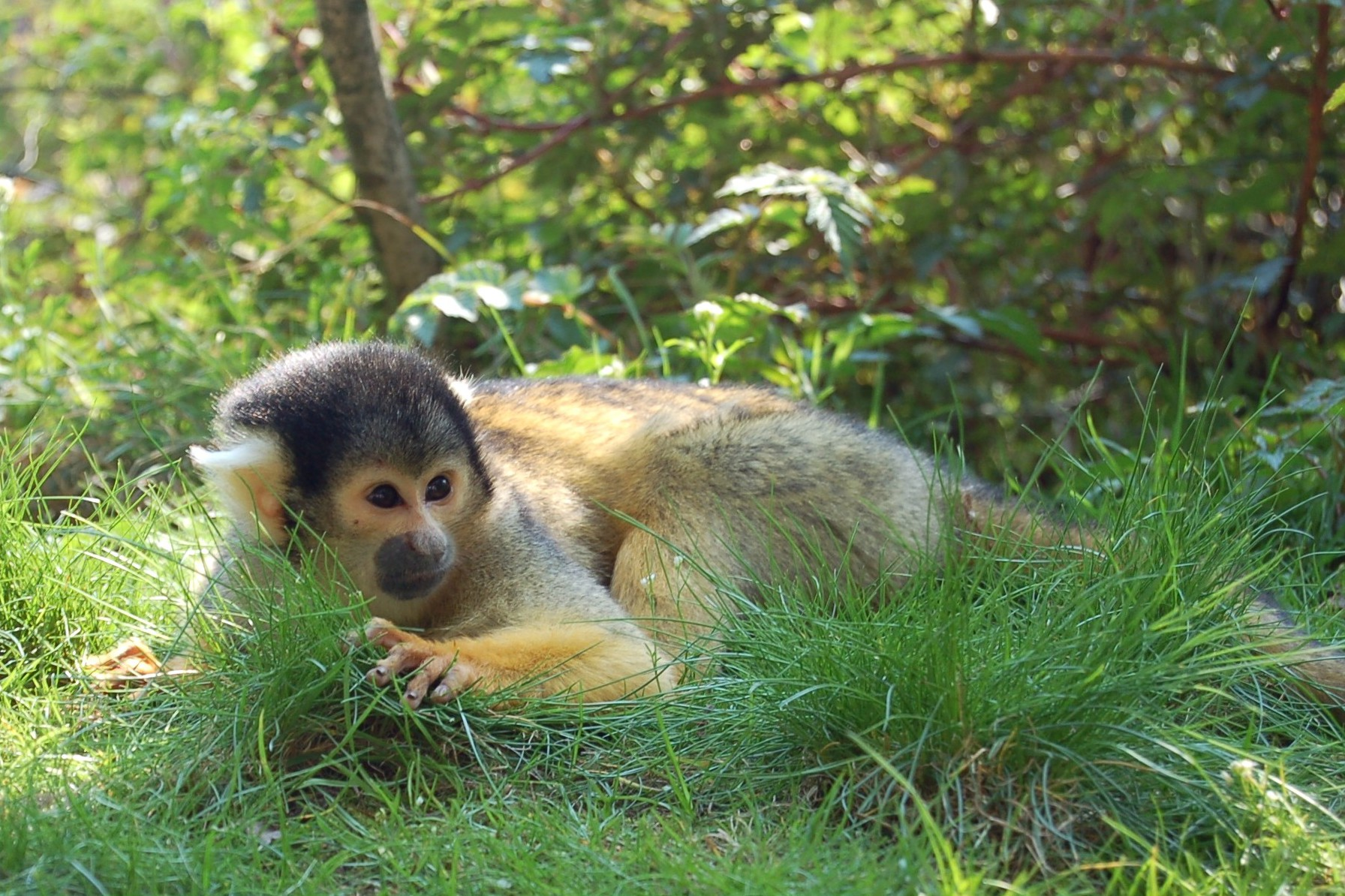
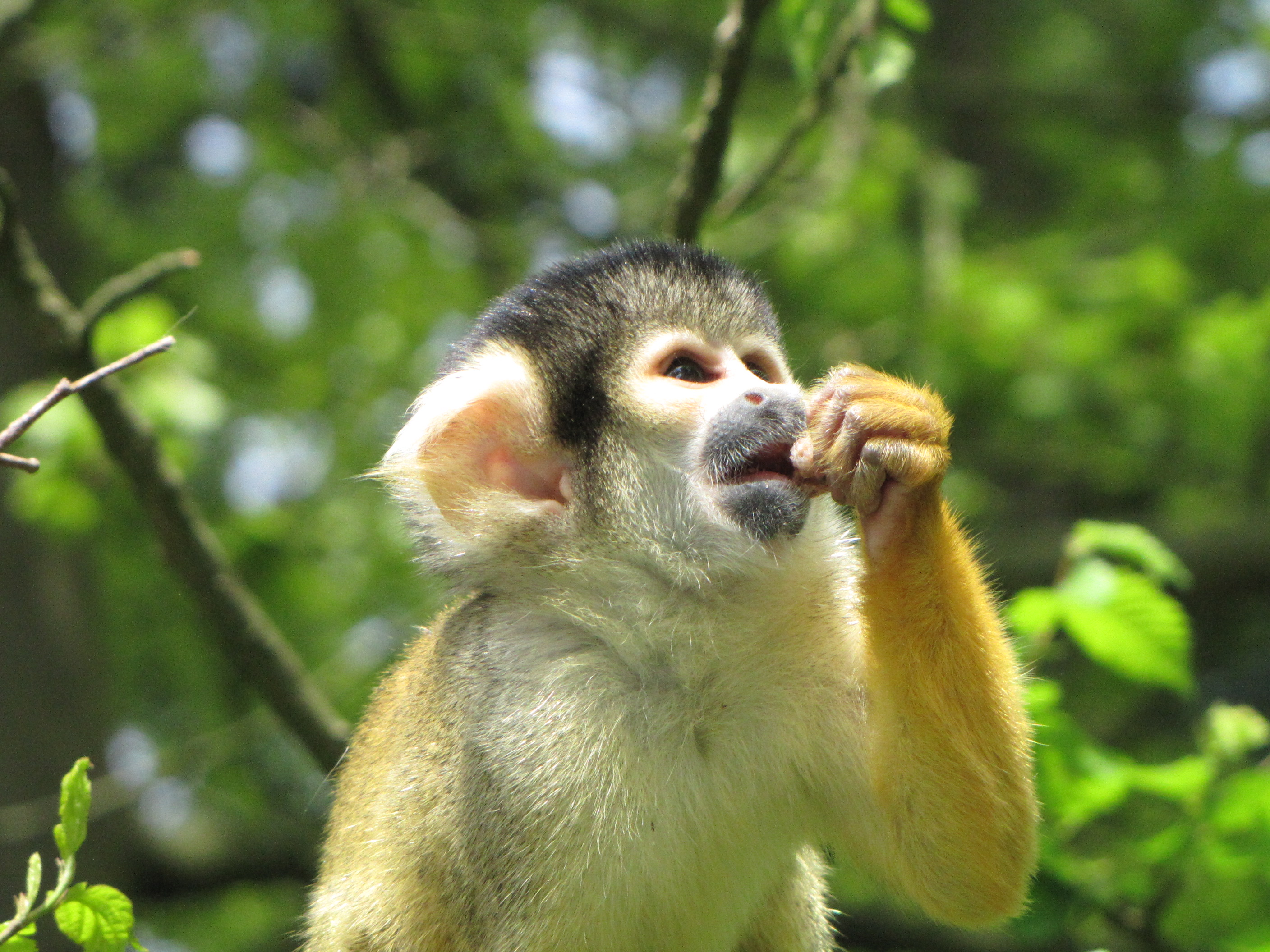
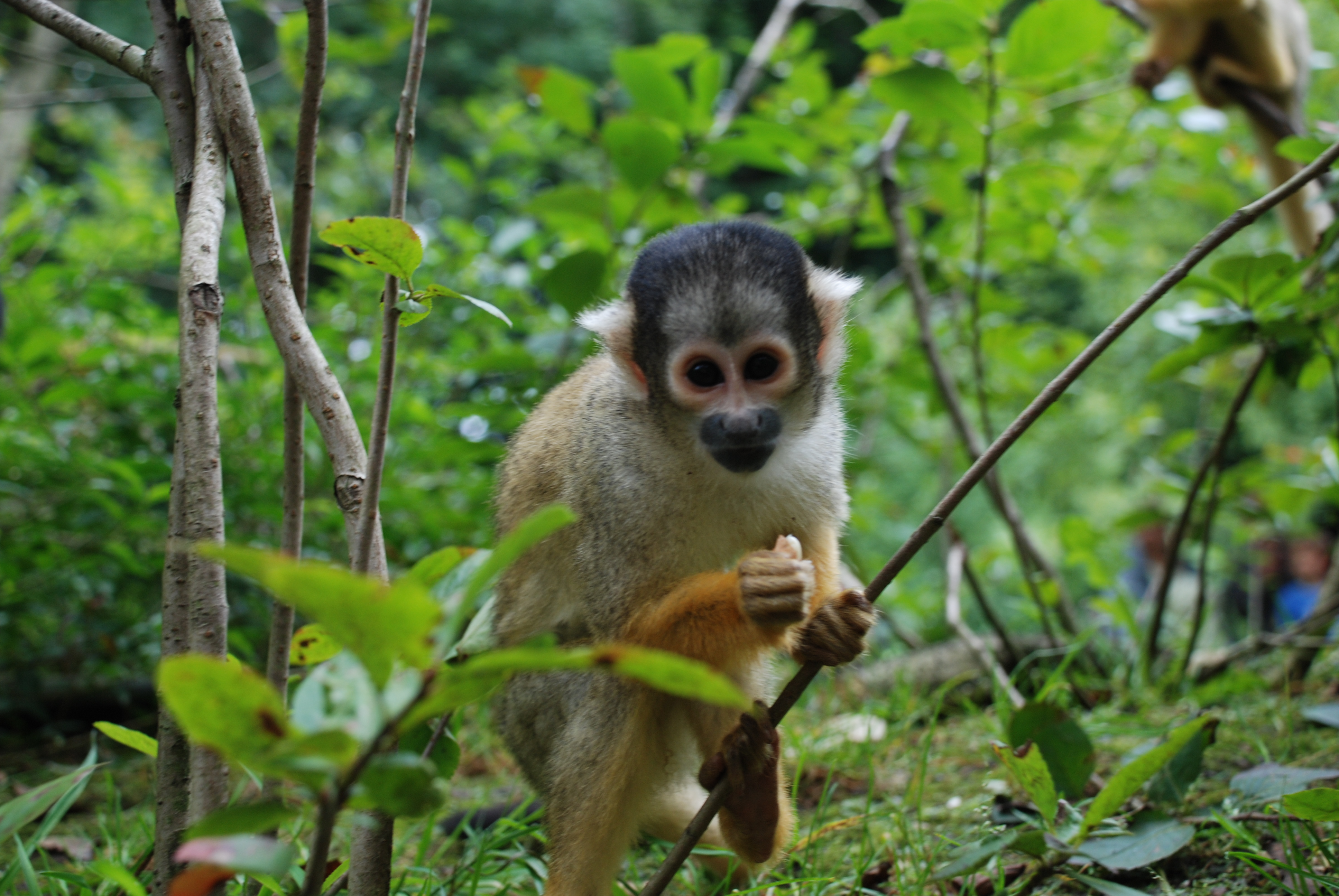